# Châtenois (Dolny Ren)
Châtenois (niem. Kestenholz) – miejscowość i gmina we Francji, w regionie Grand Est, w departamencie Dolny Ren.
Według danych na rok 1990 gminę zamieszkiwało 3020 osób, 207 os./km².